# Константа на Болцман
Константата на Болцман k (или kB) е фундаментална физична константа, представляваща работата, която извършва една частица (атом). Тя е въведена от австрийския физик Лудвиг Болцман, който за пръв път я използва в своята формула за ентропията през 1873. Равна е на газовата константа R (работата, извършвана от 1 мол частици – атоми), разделена на числото на Авогадро NA (броят на атомите в един мол):
{\displaystyle k={\frac {R}{N_{A}}}}
Когато дадена статистико-механична система е в равновесие, тя е в дадено макросъстояние, но на микроскопично ниво се колебае между всички възможни микросъстояния (броят им се обозначава с {\displaystyle \Omega }). Ентропията на такава система се изчислява по формулата:
{\displaystyle S\ =\ k_{B}\ \ln \Omega }
А стойността на kB е:
{\displaystyle k_{B}=1,3806505(24)\times 10^{-23}}J K-1